# Modelo de los sistemas de la familia interna
El modelo de los sistemas de la familia interna (IFS, por sus siglas en inglés) es un enfoque integrador de la psicoterapia individual desarrollado por Richard C. Schwartz en los ochenta. Combina el pensamiento sistémico con la perspectiva de que la mente está compuesta por subpersonalidades relativamente distintas, cada una con un punto de vista y cualidades singulares. El modelo IFS hace uso de la teoría de los sistemas familiares para comprender cómo se organizan estas colecciones de subpersonalidades.

## Partes
El IFS postula que la mente está compuesta por múltiples partes, y que en la base de estas se halla el núcleo de la persona o el Ser (Self) verdadero. Cual integrantes de una familia, las partes internas de una persona pueden asumir roles extremos o subpersonalidades. Cada parte tiene una perspectiva, intereses, recuerdos y un punto de vista propios. Un principio central del IFS es que toda parte tiene una intención positiva, aunque sus acciones sean contraproducentes y/o generen una disfunción. No hay necesidad de luchar contra una parte, ni forzarla ni eliminarla; el método IFS fomenta la conexión y la armonía interna permitiendo que la mente retorne a su equilibrio.
La terapia IFS apunta a sanar las partes heridas y restaurar el equilibrio mental. El primer paso es acceder al Ser central y luego, desde ahí, entender a las distintas partes para sanarlas.
En el modelo IFS, existen tres clases generales de partes:
1. Exiliados: Representan un trauma psicológico, a menudo de la infancia, y cargan el dolor y el miedo. Los exiliados pueden llegar a aislarse de las otras partes y polarizar el sistema. Los gerentes y los bomberos tratan de proteger la conciencia de la persona impidiendo que el dolor de los exiliados llegue a su conocimiento.[4]
2. Gerentes: Asumen un papel preventivo y protector. Influyen en el modo en que una persona interactúa con el mundo externo, protegiendo de daños a la persona y evitando que las experiencias dolorosas o traumáticas afloren en su conciencia.
3. Bomberos: Emergen cuando los exiliados se escapan y demandan atención. Trabajan para desviar la atención del daño y la vergüenza del exiliado, lo cual lleva a conductas impulsivas y/o inadecuadas, como comer en exceso, el consumo de drogas o la violencia. También pueden distraer a la persona del dolor enfocando excesivamente la atención en actividades más sutiles, como trabajar demasiado o sobremedicarse.

## ElSelf
El IFS ve a la persona como una totalidad por debajo de su colección de partes. Según el IFS, todas las personas tienen un ser verdadero o núcleo espiritual denominado Self (el Ser, Uno Mismo) y todas tienen acceso a este y a sus capacidades de sanación: la curiosidad, la conexión, la compasión y la calma.
El terapeuta IFS comienza ayudando al cliente a separarse de sus partes y conectarse con su verdadero Ser. A partir de allí, podrá entender a cada parte y sanarla. El objetivo es abandonar los roles destructivos e iniciar una colaboración armónica bajo el liderazgo del Ser.
El IFS enfatiza la naturaleza espiritual del Ser o Self, permitiendo un crecimiento para el desarrollo espiritual y la conciencia de sí mismo, así como la sanación psicológica.

## El sistema interno
El IFS se enfoca en las relaciones entre las partes y el Ser central. La meta de la terapia es crear un vínculo de cooperación y confianza entre el Ser y cada una de las partes.
Existen tres tipos principales de relaciones entre las partes: protección, polarización y alianza.
1. Protección: Es brindada por los gerentes y los bomberos. Su intención es librar de daños a los exiliados y proteger al individuo del dolor del exiliado.
2. Polarización: Ocurre entre dos partes que luchan entre sí para determinar cómo se siente o cómo se comporta la persona en una situación dada. Cada parte cree que debe actuar como lo hace a fin de contrarrestar la conducta extrema de la otra parte. El IFS tiene un método para trabajar con partes polarizadas.
3. Alianza: Es lo que se forma entre dos partes distintas que trabajan de manera conjunta para alcanzar la misma meta.

## El método IFS
Los profesionales IFS reportan un método terapéutico individual claramente delineado basado en los siguientes principios. En esta descripción, el término “protector” hace referencia a un gerente o a un bombero.
- Las partes con roles extremos llevan “cargas”, las cuales son emociones dolorosas o creencias negativas asumidas como resultado de experiencias pasadas dañinas, a menudo de la infancia. Estas cargas no son intrínsecas a la parte y por lo tanto pueden soltarse o “descargarse” mediante la terapia IFS, permitiendo a la parte adoptar su rol saludable natural.
- El Self es el agente de sanación psicológica. El terapeuta ayuda al cliente a acceder al Self y a permanecer en este, orientando a la persona en ese movimiento.
- Por lo general, los protectores no pueden abandonar su rol y transformarse hasta que los exiliados a los que protegen han sido liberados de sus cargas.
- No se intenta trabajar con los exiliados hasta que el cliente obtiene el permiso de sus protectores. Esto hace que el método sea relativamente seguro, aun al trabajar con partes traumatizadas.
- El Self es el líder natural del sistema interno. No obstante, a raíz de incidentes o relaciones perjudiciales del pasado, los protectores han entrado en escena y han asumido el rol del Self. Uno tras otro, los protectores se activan y asumen el liderazgo, provocando un comportamiento disfuncional. Con frecuencia, los protectores entran también en conflicto entre sí, generando caos o estancamiento interno. El objetivo es que los protectores confíen en el Self y le permitan tomar el liderazgo del sistema, a fin de generar armonía interna bajo su guía.

El primer paso es ayudar al cliente a acceder al Self. Luego, el Self se dispone a conocer al protector o protectores y sus intenciones positivas, y desarrolla una relación de confianza con ellos. A continuación, con el permiso del protector, el cliente accede a los exiliados a fin de develar el incidente de la infancia o la relación que origina sus cargas. El exiliado es rescatado de la situación del pasado y guiado a desprenderse de sus cargas. Por último, el protector puede dejar su rol y pasar a desempeñar una función saludable.

## Aplicaciones
Quienes adhieren al IFS afirman tener un formato “completo” de terapia individual que se utiliza para todo el espectro del desarrollo humano, desde la sanación de traumas hasta el crecimiento personal y espiritual. También ha sido aplicado en las siguientes áreas:

### Traumas
Múltiples estudios respaldan la eficacia del IFS para tratar traumas. Richard Schwartz desarrolló el IFS mientras trabajaba con personas que habían experimentado traumas significativos. Al comprender al exiliado traumatizado, el cliente aprende a residir en el Self y a ser testigo del recuerdo traumático sin que este lo abrume. De este modo, el trauma es reconsiderado, procesado y sanado sin riesgo de una nueva traumatización.

### Terapia de pareja
Los proponentes del IFS afirman haber aplicado exitosamente el método en la terapia de pareja, investigando las interacciones entre las partes de ambas personas y la capacidad de las partes de cada persona de activar partes extremas en la otra. En una sesión para parejas, el método incorpora segmentos cortos de terapia individual, sumado al trabajo de comunicarse desde el Self.

### Autoayuda y terapia entre pares
Dado que el Self es el agente de transformación en el IFS, el método IFS se presta naturalmente a la autoayuda. Se ha expuesto el método en clases de autoterapia, así como en terapia entre pares para el público en general.

### Crítico interior
Jay Earley y Bonnie Weiss han aplicado el IFS al trabajo con el crítico interior, demostrando que esta parte difícil es en realidad un protector IFS que es posible contactar y transformar.

## Críticas
Algunos defensores del IFS reconocen que, si bien este modelo psicoterapéutico puede ser eficaz, tiene desventajas y limitaciones. El terapeuta Alexander Hsieh señaló que el método del autodescubrimiento puede requerir de un tiempo y un esfuerzo considerables, lo cual puede multiplicarse al lidiar con varios integrantes de la familia. La terapeuta Sharon A. Deacon y Jonathan C. Davis dijeron que trabajar con las partes “puede ser emotivo y producirle ansiedad al cliente", y que el IFS podría no funcionar bien en clientes con delirios, paranoia o esquizofrenia que no estuviesen anclados en la realidad y que por lo tanto hicieran un mal uso de la idea de “partes”.